# Партия NHK
«Партия сотрудничества» (яп. みんなでつくる党) / «Партия NHK» (яп. NHK党) — японская правопопулистская политическая партия, созданная в 2013 году активистом Такаси Татибаной.
Первоначальная цель партии состояла в том, чтобы противостоять лицензионным сборам для национальной вещательной организации NHK, путём пересмотра Закон о вещании 1950 года. Предлагалось закодировать вещательный сигнал NHK, что означало бы, что за него будут платить только те, кто смотрит телеканал. С тех пор политика партии расширилась и охватила другие вопросы, включая снижение налогов, повышение обороноспособности и достижение энергетической независимости посредством ядерной энергетики.
Некоторые комментаторы и политологи называли эту партию маргинальной или шуточной, несмотря на то, что она время от времени добивалась успеха на национальных выборах. Её кандидаты и должностные лица, которые нередко являются ютуберами или другими интернет-знаменитостями, часто становились источниками споров. Партия несколько раз меняла своё название, последнее изменение произошло в ноябре 2023 года.
В настоящее время партия находится в споре о лидерстве между Татибаной и Аякой Ооцу с апреля 2023 года. По состоянию на апрель 2024 года министерство внутренних дел и коммуникаций признает Ооцу единственным лидером партии. Несмотря на это, большая часть партии дезертировала и перешла на сторону Татибаны, что привело к тупиковой ситуации, в которой Ооцу является лидером де-юре, а Татибана — лидером де-факто. Статус партии как национальной был отозван в январе 2024 года после того, как она потеряла все свои места в Национальном парламенте после того, как руководство фракции Ооцу исключило обоих членов Палаты советников за присоединение к Татибане. Тем не менее, они оба по-прежнему называют себя членами партии через парламентскую фракцию с тем же названием, что и партия. 14 марта 2024 года в отношении партии было возбуждено дело о банкротстве. На выборах в Палату советников 2025 года партия получила одно место, вернувшись в парламент.